# Oz Perkins

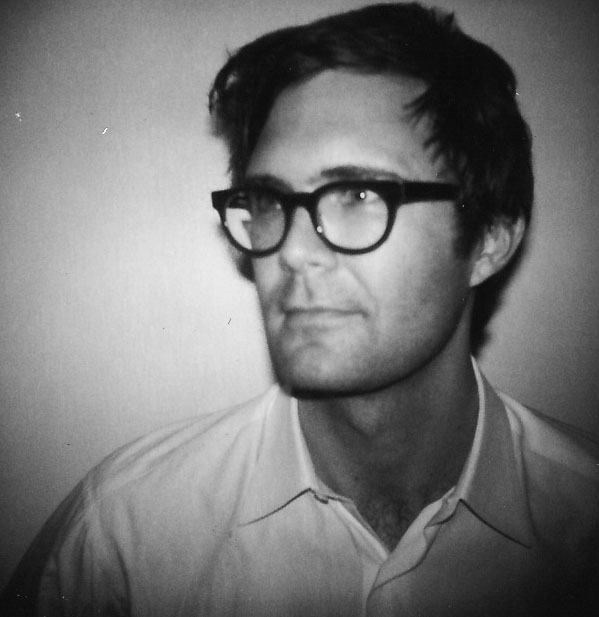
Oz Perkins

Osgood Robert „Oz“ Perkins II (* 2. Februar 1974 in New York City) ist ein US-amerikanischer Schauspieler, Drehbuchautor und Regisseur.

## Leben
Er ist der älteste Sohn des Schauspielers Anthony Perkins und der Schauspielerin Berry Berenson. Seine Mutter starb bei den Terroranschlägen am 11. September 2001 an Bord von American-Airlines-Flug 11. Sein Bruder ist der Musiker Elvis Perkins. Perkins ist ein Enkel des Bühnenschauspielers Osgood Perkins, ein Neffe der Schauspielerin Marisa Berenson und ein Urenkel der Modedesignerin Elsa Schiaparelli.
Oz Perkins erhielt seine erste Schauspielrolle 1983 im Film Psycho II, der Fortsetzung des Hitchcock-Klassikers Psycho. Er spielte darin den zwölfjährigen Norman Bates, den sein Vater 23 Jahre zuvor in Psycho gespielt hatte. Ab dem Jahr 2001 hatte Oz Perkins kleine Rollen in den Filmen Natürlich blond und Secretary und wirkte in verschiedenen Fernsehserien wie Alias – Die Agentin und Close to Home mit.
Daneben verfasste er auch erste Drehbücher. Im Jahr 2015 gab Oz Perkins mit dem Horrorthriller Die Tochter des Teufels sein Regiedebüt. 2016 folgte der Horrorfilm I Am the Pretty Thing That Lives in the House mit Ruth Wilson, Paula Prentiss, Bob Balaban und Lucy Boynton in den Hauptrollen. 2020 drehte Perkins den Horrorfilm Gretel & Hänsel. Sein Horrorthriller Longlegs (2024) wurde für mehrere Filmpreise nominiert, darunter bei der Saturn-Award-Verleihung 2025 als Bester Horrorfilm.
Aus seiner 1999 geschlossenen Ehe mit Sidney Perkins gingen ein Sohn (* 2004) und eine Tochter (* 2008) hervor. Diese Ehe wurde 2016 geschieden. 

## Filmografie (Auswahl)
Schauspiel
- 1983: Psycho II
- 1993: Das Leben – Ein Sechserpack (Six Degrees of Separation)
- 1994: Wolf – Das Tier im Manne (Wolf)
- 2001: Natürlich blond (Legally Blonde)
- 2001: Nicht noch ein Teenie-Film! (Not Another Teen Movie)
- 2002: Secretary
- 2003: Nur Hunde kommen in den Himmel (Quigley)
- 2004: Dead & Breakfast
- 2005: Alias – Die Agentin (Alias, Fernsehserie, 2 Episoden)
- 2005: Erosion
- 2006: The Utah Murder Project
- 2007: La cucina
- 2009: Star Trek
- 2010: Removal – Einfach aufgewischt! (Removal)
- 2014: Electric Slide
- 2020: Twilight Zone (The Twilight Zone, Fernsehserie, 1 Episode)
- 2022: Nope
- 2025: The Monkey

Drehbuch
- 2010: Removal – Einfach aufgewischt! (Removal)
- 2013: Cold Comes the Night
- 2015: Die Tochter des Teufels (The Blackcoat's Daughter)
- 2015: The Girl in the Photographs
- 2016: I Am the Pretty Thing That Lives in the House
- 2020: Twilight Zone (The Twilight Zone, Fernsehserie, 1 Episode)
- 2024: Longlegs
- 2025: The Monkey

Regie
- 2015: Die Tochter des Teufels (The Blackcoat's Daughter)
- 2016: I Am the Pretty Thing That Lives in the House
- 2020: Gretel & Hänsel (Gretel & Hansel)
- 2020: Twilight Zone (The Twilight Zone, Fernsehserie, 1 Episode)
- 2024: Longlegs
- 2025: The Monkey